# 2005年バスケットボール女子欧州選手権
2005年FIBAヨーロッパ女子バスケットボール選手権（2005 European Basketball Championship for Women）は、トルコで開催されたバスケットボール欧州選手権女子大会。
全12か国が出場し、チェコが初優勝を果たした。チェコの他、ロシア、スペイン、リトアニア、フランスを合わせた5か国が2006年世界選手権出場権を獲得した。

## 最終結果
| 順位 | 国                     |
| ---- | ---------------------- |
| 1    | チェコ                 |
| 2    | ロシア                 |
| 3    | スペイン               |
| 4    | リトアニア             |
| 5    | フランス               |
| 6    | ラトビア               |
| 7    | ポーランド             |
| 8    | トルコ                 |
| 9    | セルビア・モンテネグロ |
| 10   | ギリシャ               |
| 11   | ドイツ                 |
| 12   | ルーマニア             |